# استفانو پردینی
استفانو پردینی (انگلیسی: Stefano Pardini؛ زادهٔ ۲۴ دسامبر ۱۹۷۵) بازیکن فوتبال اهل ایتالیا است.
از باشگاه‌هایی که در آن بازی کرده‌است می‌توان به باشگاه فوتبال پروجا و باشگاه فوتبال رجانا اشاره کرد.